# Novembre 1965

## Évènements
- 1er novembre : début de la guerre civile tchadienne (1965-1979). Émeutes à Mangalmé dans le département de Guéra. Intervention étrangère.

- 2 novembre : à Bonneville Salt Flats, Craig Breedlove établit un nouveau record de vitesse terrestre : 893,966 km/h.

- 4 novembre, France : Charles de Gaulle candidat à l'élection présidentielle.

- 9 novembre : 
  - Panne de courant dans le nord-est de l'Amérique du Nord.
  - « Complot des commerçants » en Guinée[1].
  - Suspension de la peine de mort pour une durée de cinq ans au Royaume-Uni.

- 11 novembre : déclaration unilatérale d’indépendance de la Rhodésie (UDI) proclamée par des colons pratiquant l’apartheid (Ian Smith) et contre la volonté de la Grande-Bretagne. Elle consacre la rupture avec le Commonwealth pour ne pas renoncer à la ségrégation raciale. Le gouvernement britannique se contente de prendre des sanctions économiques. Un mois plus tard, neuf États africains, dont deux membres du Commonwealth (Ghana et Tanzanie) rompent leurs relations diplomatiques avec le Royaume-Uni.

- 14 - 18 novembre (Viêt Nam) : bataille de la Drang, opposant les forces américaines à celles du Việt Cộng venues du Cambodge au début de l’année. Elle reste indécise.

- 17 novembre : pour la 15e fois l’Assemblée générale des Nations unies refuse l’admission de la Chine.

- 21 novembre, France : Mireille Mathieu gagne contre Georgette Lemaire au jeu de la chance, un radio-crochet de Télé Dimanche présenté par Roger Lanzac.

- 24 novembre : coup d'État militaire contre Joseph Kasa-Vubu au Congo-Léopoldville. Le lieutenant-général Joseph-Désiré Mobutu prend le pouvoir.

- 8 novembre, Canada : élections fédérales : Réélection de Lester B. Pearson (libéral) qui ne parvient pas à obtenir un gouvernement majoritaire.

- 29 novembre : lancement du satellite Alouette 2 dans l'espace.

- 30 novembre : discours électoral télévisé de Charles de Gaulle, président de la République française[2].

## Naissances
- 2 novembre : 
  - Shahrukh Khan, acteur indien
  - Samuel Le Bihan, acteur français.
- 3 novembre : Ann Scott, romancière française.
- 5 novembre : Omar Touray, diplomate et homme politique gambien.
- 10 novembre : Eddie Irvine, pilote automobile irlandais
- 16 novembre : Isaac Zida, chef de l'état puis premier ministre burkinabé
- 19 novembre : Laurent Blanc, ancien footballeur français
- 21 novembre : Björk, chanteuse islandaise
- 24 novembre : Brad Wall, premier ministre de la Saskatchewan.
- 26 novembre : Mike Tschumi, joueur de hockey sur glace canado-suisse.
- 27 novembre : Rachida Dati, magistrat et femme politique française, ancienne ministre de la Justice
- 30 novembre : Ben Stiller, acteur, humoriste, réalisateur, scénariste et producteur de cinéma américain.

## Décès
- 6 novembre : Edgar Varèse, compositeur américain  d'origine française.